# 兴议站
兴议站，工程名为“建设四路站”，是杭州地铁7号线的一个车站，位于浙江省杭州市萧山区北干街道建设四路萧邮路地下，于2020年12月30日开通运营。
2016年12月12日，中华人民共和国国家发展和改革委员会批复《杭州市城市轨道交通第三期建设规划（2017-2022年）》，杭州地铁7号线一期工程（吴山广场站至江东二路站）在列，其中规划在杭州市萧山区盈丰街道建设四路与萧邮路（规划名）交叉口设置站点。
据2023年5月杭州地铁官网显示，兴议站为地下二层岛式车站，共开放有3个出入口；运营时间为06:08至23:31，总建筑面积为13444平方米。

## 车站结构
兴议站为地下2层岛式车站，沿萧邮路地下呈南北布置。有效站台宽度12.6米，车站总建筑面积约13038平方米。

### 出入口
| 编号                                      | 出口标识     | 建议前往的目的地 | 照片 |
| ----------------------------------------- | ------------ | ---------------- | ---- |
| A                                         | 建设四路北侧 | 建设四路、萧邮路 |      |
| B                                         | 建设四路北侧 | 建设四路、萧邮路 |      |
| D                                         | 建设四路南侧 |                  |      |
| 註： 设有卫生间 \| 设有母婴室 \| 设有电梯 |              |                  |      |